# Dendropsophus sartori
Dendropsophus sartori är en groddjursart som först beskrevs av Smith 1951.  Dendropsophus sartori ingår i släktet Dendropsophus och familjen lövgrodor. IUCN kategoriserar arten globalt som livskraftig. Inga underarter finns listade i Catalogue of Life.